# Kapela sv. Ane, Krašči
Kapela je v kraju Krašči, spada v župnijo Pertoča, ter občino Cankova.

## Kombinacija kapele in mrliške vežice
Vas Krašči spada pod občino Cankova, župnijo pa imajo v Pertočih. Zavetnica kapele je sveta Ana. Kapelo so  sezidali skupaj z mrliško vežico. Zamisel je bila gradnja samo mrliške vežice, vendar je prišla tudi ideja o istočasni gradnji kapele. 

## Čas gradnje
Objekt so začeli graditi maja leta 1996. Vežico so blagoslovili 21. septembra 1997, blagoslovitev kapele pa je bila ob prvem proščenju 1998 leta. Sedaj služi kot kapelica - predprostor z zunanjim delom.